# Península de Alaska

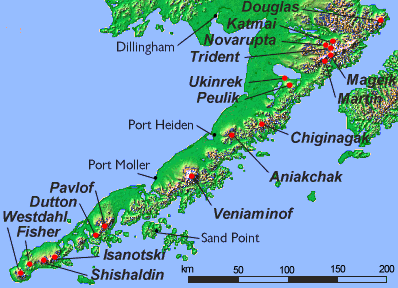
Volcanes de la península de Alaska.

La península de Alaska es una península que se extiende unos 800 km en el suroeste de Alaska, en el noroeste de América. Las islas Aleutianas constituyen una prolongación orográfica, y, junto con ellas, separa el océano Pacífico de la bahía de Bristol, un brazo del mar de Bering.
En la literatura (especialmente en la rusa) el término "Península de Alaska" se utilizaba para designar toda la protuberancia noroccidental del continente norteamericano, o todo lo que hoy es el estado de Alaska, excluyendo su mango e islas. El borough del Lago y Península en Alaska, es el equivalente en Alaska a un condado, lleva el nombre de la península.

## Historia
Miles de años antes de que el explorador danés Vitus Bering llegara a Alaska en 1741, los pueblos tlingit y haida vivían en la zona costera del sur y el sureste; el pueblo unangax (aleut) en las islas Aleutianas y la península occidental de Alaska; los inuit y yupiit (yupik) en la costa de Bering y el océano Ártico; y varios pueblos de habla athabaskana en el interior. 
En 1725, el emperador Pedro el Grande convocó otra expedición. Como parte de la segunda expedición a Kamchatka de 1733-1743, el Sv. Petr bajo el mando del danés Vitus Bering y el Sv. Pavel bajo el mando del ruso Alexei Chirikov zarparon de la Kamchatkan puerto de Petropavlovsk en junio de 1741. Pronto se separaron, pero cada uno siguió navegando hacia el este.
El 15 de julio, Chirikov avistó tierra, probablemente el lado oeste de la isla del Príncipe de Gales en el sureste de Alaska. Envió a un grupo de hombres a tierra en una lancha, convirtiéndolos en los primeros europeos en desembarcar en la costa noroeste de América del Norte.
Aproximadamente el 16 de julio, Bering y la tripulación del Sv. Petr avistaron el monte San Elías en el continente de Alaska; poco después se dirigieron hacia el oeste, hacia Rusia. Mientras tanto, Chirikov y el Sv. Pavel regresaron a Rusia en octubre con noticias de la tierra que habían encontrado.
En noviembre, el barco de Bering naufragó en la isla de Bering. Allí Bering enfermó y murió, y los fuertes vientos hicieron pedazos al Sv. Petr en pedazos. Después de que la tripulación varada pasara el invierno en la isla, los supervivientes construyeron un barco con los restos del naufragio y zarparon hacia Rusia en agosto de 1742. La tripulación de Bering llegó a la costa de Kamchatka en 1742, llevando la noticia de la expedición. La gran calidad de las pieles de nutria marina que trajeron provocó el asentamiento ruso en Alaska.
La Compañía Ruso-Americana llevó los primeros misioneros cristianos a Alaska; uno de los más famosos fue Inocencio Veniaminov, que se convirtió en el Metropolitano Inocencio de Moscú y fue posteriormente canonizado. La Iglesia ortodoxa rusa convirtió al cristianismo a muchos nativos de Alaska y hoy tiene su catedral principal en Anchorage. Otras iglesias ortodoxas destacadas están en Unalaska y Sitka. En Kodiak se encuentra uno de los pocos seminarios ortodoxos rusos de Estados Unidos. En Alaska también hay adeptos a prácticamente todas las demás confesiones cristianas. La mayoría de los habitantes del interior de Alaska son católicos o episcopales. El estado también cuenta con comunidades más pequeñas de judíos y seguidores de otras confesiones. Las creencias tradicionales, conocidas como chamanismo, siguen existiendo sin entrar en conflicto con otras confesiones.

## Geografía
La península está vertebrada por la sierra Aleutiana, una cadena montañosa llena de volcanes activos. Aquí se encuentran diversos parques nacionales y reservas de la fauna, como el parque nacional y Reserva Katmai, el Monumento nacional y Reserva de Aniakchak, el Refugio nacional de vida silvestre de Becharof, el Refugio Nacional de Vida Silvestre de la Península de Alaska y el Refugio Nacional de Vida Silvestre de Izembek.
La parte más meridional de la península de Alaska tiene un relieve accidentado y montañoso, creado por la subducción de la placa del Pacífico Norte bajo una sección occidental de la placa Norteamericana; mientras que la costa septentrional de la península es generalmente plana y con marismas, fruto de milenios de erosión y estabilidad sísmica. 
La costa norte de la península, que bordea la bahía de Bristol, presenta aguas turbias, poco profundas y sometidas a considerables mareas, mientras que la costa sur, en el Pacífico, tiene un agua profunda y clara.
Al final de ella se encuentra el estrecho de Bering.

## Geología
La península de Alaska está compuesta por rocas sedimentarias, ígneas y metamórficas menores de finales del Paleozoico al Cuaternario que registran la historia de varios arcos magmáticos. Estos arcos magmáticos incluyen un arco insular sin nombre del Triásico tardío y del Jurásico temprano, el arco Meshik del Cenozoico temprano y el arco Aleutiano del Cenozoico tardío. También se encuentra en la península de Alaska una de las secciones sedimentarias marinas no metamorfoseadas y fosilíferas más completas que se conocen. Hasta 8500 m de sección de rocas sedimentarias mesozoicas registran el crecimiento y la erosión del arco insular del Jurásico temprano.
Una secuencia de rocas sedimentarias terciarias más delgada, pero aún gruesa (hasta 5400 m), predominantemente continental, se superpone a la sección mesozoica. Una breve regresión a principios del Terciario en la península de Alaska y el plutonismo granodiorítico en las islas Shumagin, Semidi y Sanak fueron seguidos por la deposición de estratos clásticos fluviales y marinos menores. A esto le siguió la deposición de estratos clásticos marinos transgresivos y el inicio del arco de Meshik, mostrado por un derrame areal extenso de rocas volcánicas y volcaniclásticas y escombros entre el Eoceno tardío y el Mioceno temprano. El Mioceno tardío estuvo marcado por otra breve transgresión y una compresión dirigida del noroeste al sureste, seguida de un nuevo vulcanismo y plutonismo que inició el moderno arco magmático de las Aleutianas.
Los extensos depósitos glaciares y glaciomarinos de finales del Pleistoceno crean una extensa provincia fisiográfica de tierras bajas en el lado noroeste de la península de Alaska y unen masas montañosas aisladas a la península de Alaska en el suroeste. Múltiples volcanes activos y picos volcánicos dominan el horizonte de la península de Alaska y representan la continuación de la actividad magmática que ha formado el arco de las Aleutianas desde finales del Mioceno.
La península de Alaska ha tenido una historia larga y compleja desde el Paleozoico. Las rocas del Paleozoico y del Mesozoico que constituyen gran parte de la península de Alaska se denominan terrana de la península de Alaska. Utilizando el concepto de subterráneos, se divide la terrana en dos subterráneos distintos pero relacionados tectónicamente: los subterráneos de Chignik e Iliamna, que comparten una historia geológica común limitada. El subterráneo de Iliamna ha servido en la mayoría de las ocasiones como zona de origen del subterráneo de Chignik; sin embargo, algunas unidades rocosas son comunes entre los subterráneos. Los subterráneos de Iliamna y Chignik están parcialmente separados por el sistema de fallas de Bruin Bay. El subterráneo de Iliamna se compone de rocas sedimentarias y volcánicas marinas del Mesozoico temprano moderadamente deformadas y de esquisto, gneis y mármol de edad paleozoica y mesozoica, así como de rocas plutónicas del batolito de la cordillera de Alaska-Aleutiense. Las rocas sedimentarias clásticas poco deformadas, de origen marino y continental, que van desde el Pérmico hasta el Cretácico más reciente, son características de la subterránea de Chignik. Sin embargo, las rocas marinas profundas, volcaniclásticas y calcáreas forman componentes importantes de las rocas más antiguas de la subterránea.
Los dos subterráneos de la península de Alaska se caracterizan por estilos estructurales y metamórficos radicalmente diferentes. Las rocas no plutónicas de la subterránea de Iliamna se caracterizan por el metamorfismo hasta el grado de facies de anfibolita y el intenso plegamiento. En la subterránea de Chignik, el estilo estructural está dominado por grandes estructuras anticlinales abiertas y en escalón, fallas normales y fallas inversas de empuje y de gran ángulo que tienen un desplazamiento menor en dirección noroeste-sudeste. En las islas Shumagin exteriores y Sanak, las rocas asignadas a la terránea Chugach se caracterizan estructuralmente por pliegues apretados, generalmente de tendencia noreste. Los buzamientos en estas rocas tienden a ser pronunciados, raramente inferiores a 35°, y los lechos volcados son localmente comunes.
Los límites que separan la península de Alaska de otros terranos son normalmente indistintos o están mal definidos. Se han definido algunos límites en fallas importantes, aunque las extensiones de estas fallas son especulativas en algunas zonas. El lado occidental de la península de Alaska está cubierto por rocas sedimentarias y volcánicas terciarias y depósitos cuaternarios.

## Flora y fauna

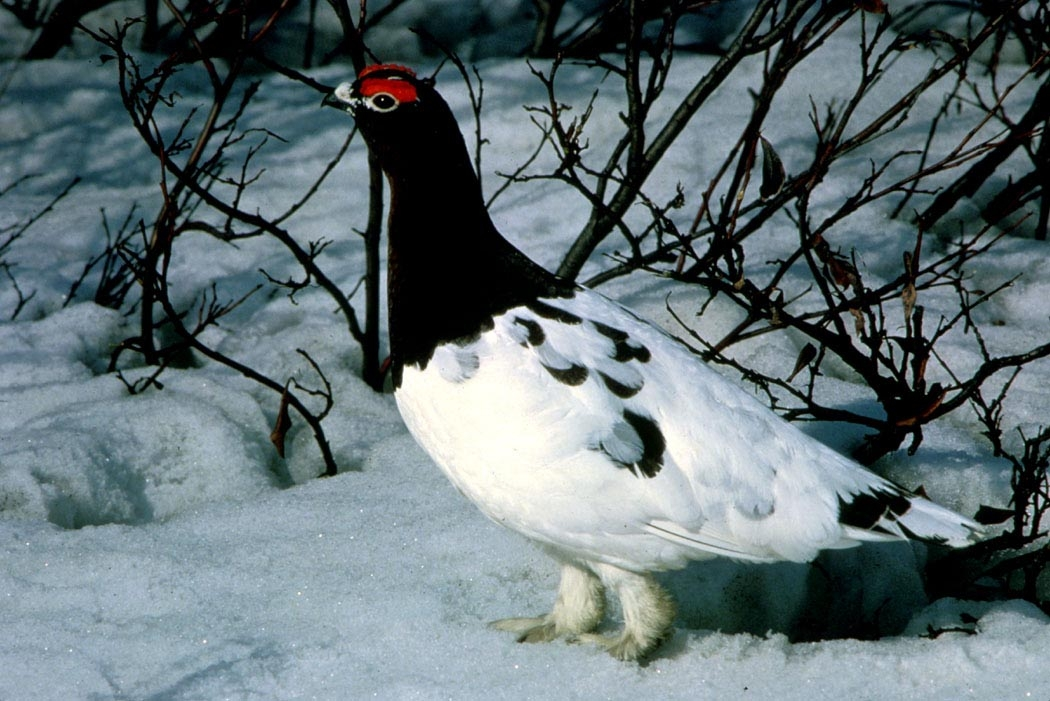
Lagópodo escandinavo.

La península de Alaska alberga algunas de las mayores poblaciones de fauna autóctona e inalterada de Estados Unidos. Además de las famosas poblaciones de oso pardo de la península de Alaska del río McNeil y del Parque nacional y reserva Katmai, grandes manadas de caribú, alce y lobos, bandadas de aves acuáticas, y lagopodos escandinavos, y el puercoespín habitan la zona. Los osos de la península y de la bahía de Bristol son tan numerosos porque se alimentan de los mayores salmones rojos del mundo (Oncorhynchus nerka), que se dan aquí en gran parte porque los numerosos grandes lagos de la península son un elemento importante en su ciclo vital. Estos salmones, tras regresar de su corta estancia en el mar, nadan hacia los lagos y sus arroyos para desovar. Sus crías, o alevinos, pasan el invierno en las profundidades de estos lagos, donde abundan los alimentos, hasta su migración al mar al cabo de uno o dos años.

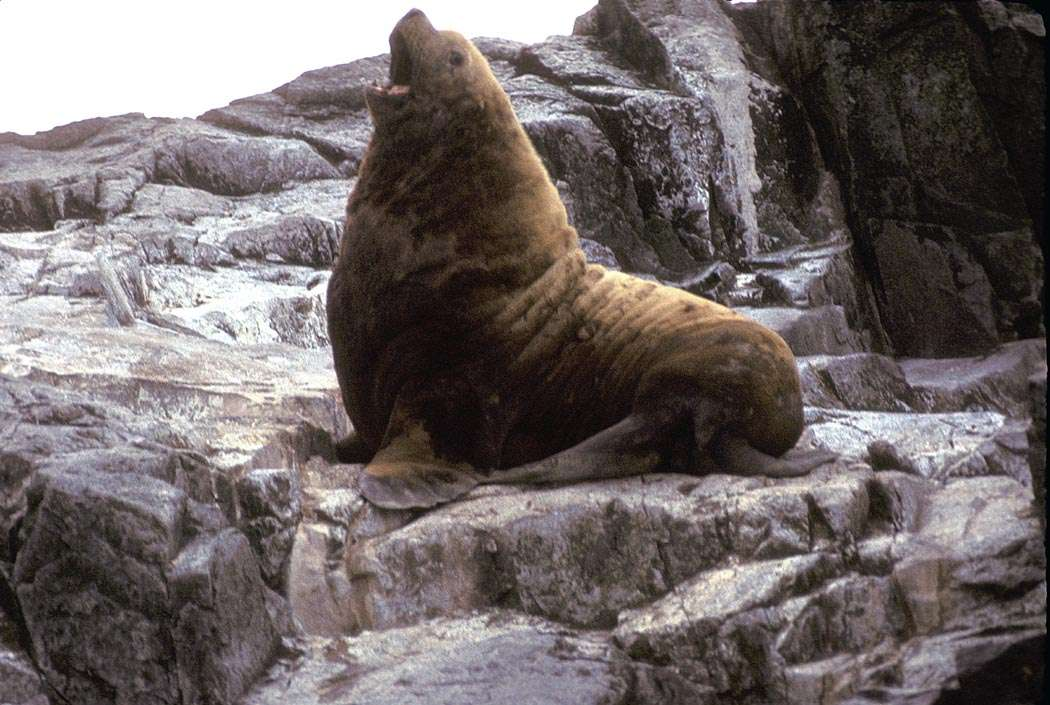
oso marino ártico.

Existen colonias de aves marinas excepcionalmente grandes a lo largo de la costa. Además, hay grandes poblaciones de mamíferos marinos en el océano Pacífico Norte entre la península de Alaska y Kamchatka. Esto incluye focas de puerto, focas anilladas, oso marino ártico, ballenas, portugas, nutrias marinas y leones marinos.
La escarpada mitad sur de la península, y también el archipiélago Kodiak que se encuentra frente a la costa sur de la península y es el hogar de aún más osos, constituyen la ecorregión de taiga montana de la península de Alaska y contienen una serie de zonas protegidas como el parque nacional de Katmai. La vegetación de la península consiste principalmente en matorrales, praderas de hierba o tundra húmeda.
Más de mil millones de aves vuelan a lo largo de un corredor, entre los humedales de Sudamérica y el Ártico de Alaska, hasta 32 000 kilómetros de ida y vuelta. Un hábitat de primera calidad en la bahía Cold a unos 400 km de Anchorage motivó la creación del Refugio Nacional de Vida Silvestre de Izembek (NWR) en 1980, para preservar el hábitat vital de los peces y la vida silvestre y cumplir con las obligaciones específicas del tratado diseñadas para proteger las aves migratorias. En el corazón del Refugio se encuentra la laguna de Izembek, de 150 millas cuadradas, un importante hábitat para las aves migratorias, en particular para el barnacla carinegra. Toda la población del Pacífico, de 150 000 ejemplares, hace escala en la laguna durante la migración otoñal.

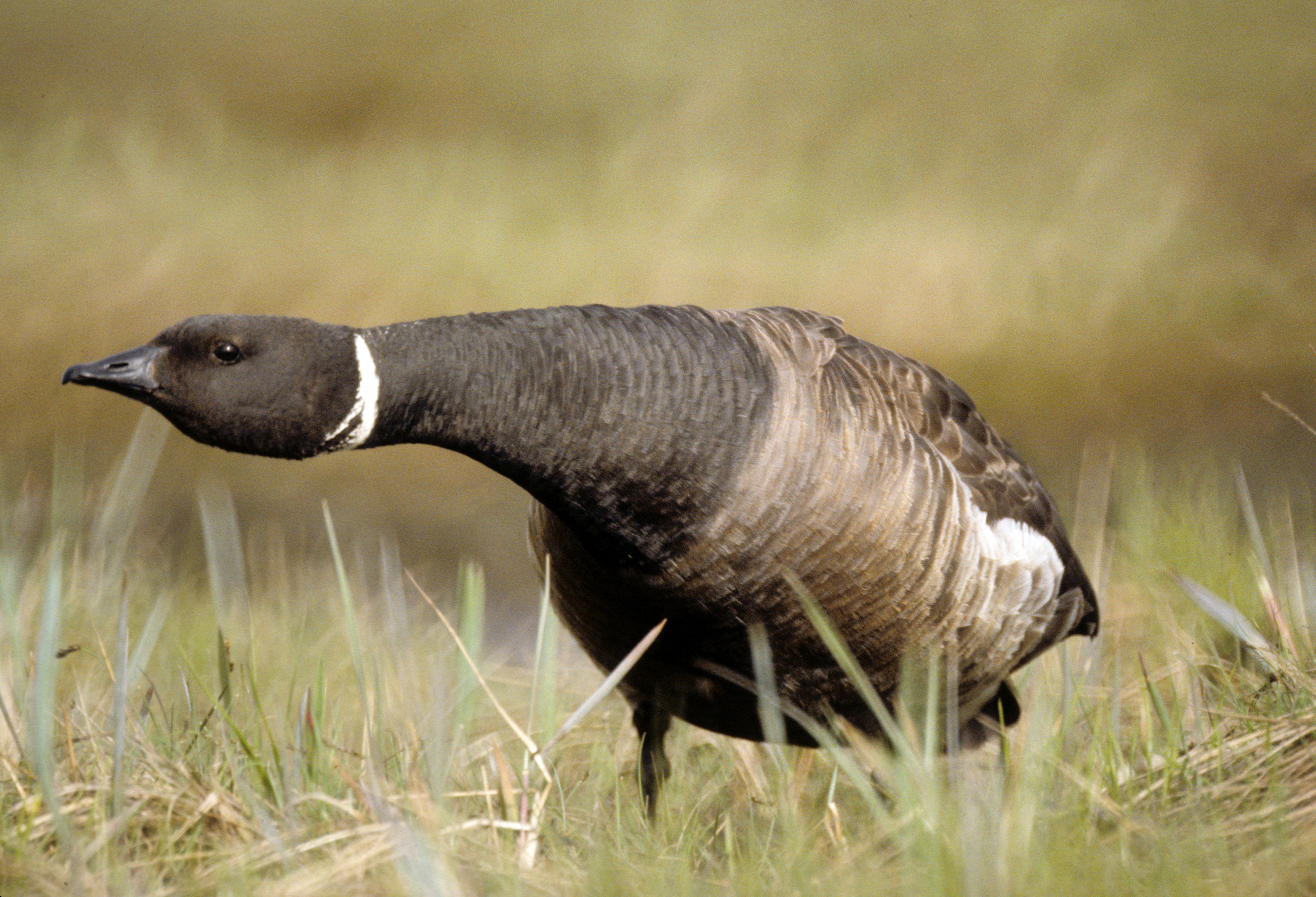
Una barnacla carinegra en posición defensiva.

Entre las aves se cuentan  mirlos americanos, carboneros, piquituertos, juncos pizarrosos, gorriones rascadores, charas, jilgueros de los pinos, trepador canadiense, pardillos árticos y colibríes rufos.

## Demografía
Aparte de las comunidades situadas en la costa de la bahía de Bristol, la península de Alaska alberga varias localidades: Cold Bay, King Cove, Perryville, Chignik, Chignik Lake, Chignik Lagoon y Port Moller. En todos viven principalmente indígenas de Alaska y dependen de la industria pesquera.